# Karl-Marx-Wohnhaus

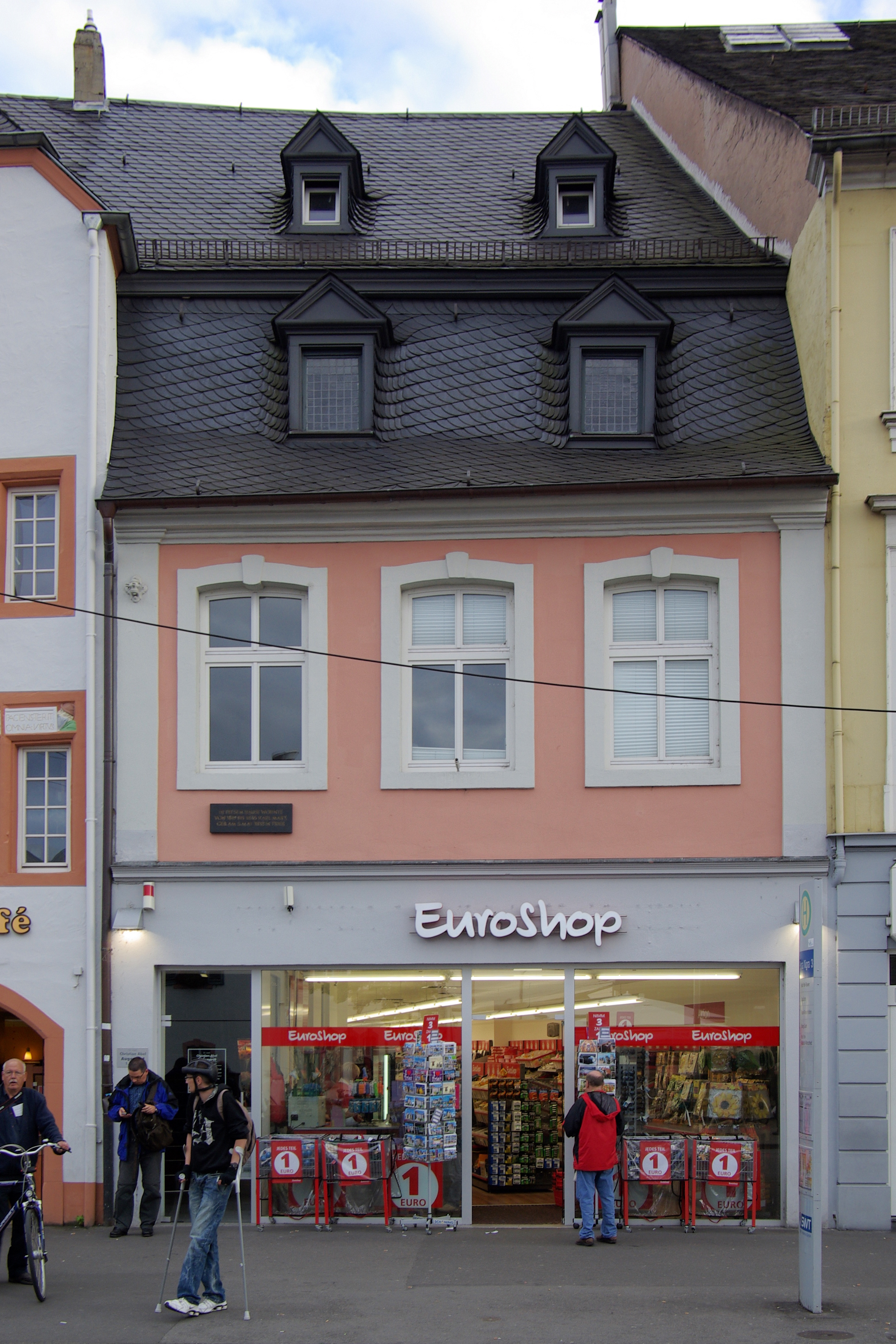
Wohnhaus der Familie Marx in Trier, Simeonstraße 8

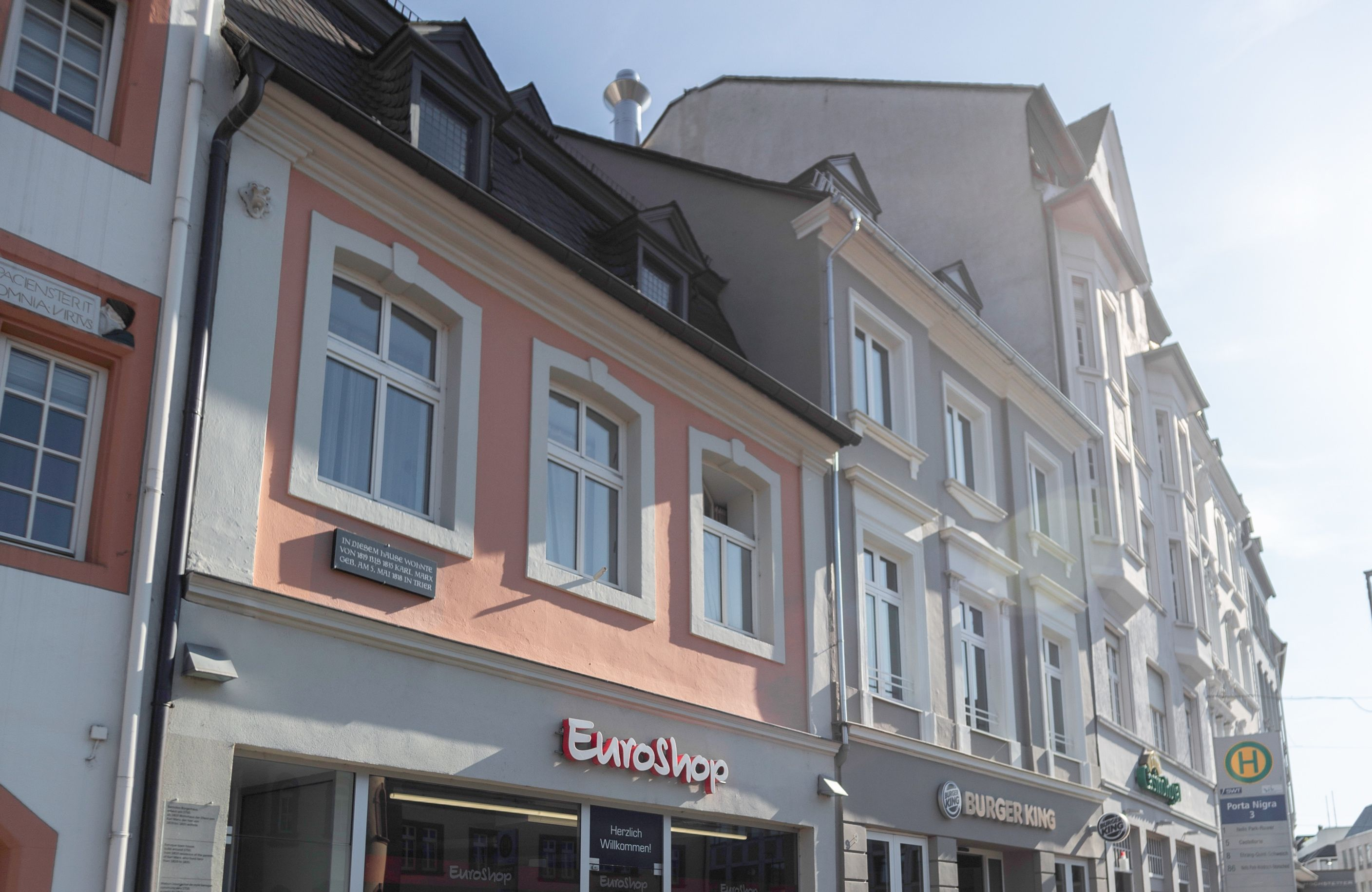
Wohnhaus von Karl Marx in Trier in der Simeonstraße 8, damals Simeongasse 1040

Das Wohnhaus der Familie Marx in der Simeongasse 1070 (heute Simeonstraße 8) war für Karl Marx während seiner Jugend Lebensmittelpunkt in Trier. Heute erinnert eine Gedenktafel an den berühmten Bewohner.

## Geschichtlicher Bezug des Hauses zu Karl Marx
Karl Marx wurde in der heutigen Brückenstraße 10 geboren, wo seine Eltern zur Miete wohnten. Dieses als Karl-Marx-Haus bekannte Geburtshaus beherbergt heute eine Dauerausstellung zum Leben und Nachwirken von Karl Marx.
Am 1. Oktober 1819 kaufte der Advokat Heinrich Marx, der Vater von Karl Marx, das kleine Wohnhaus in der Simeongasse unweit der Porta Nigra von seinem Kollegen, dem Geheimen Justizrat Peter Schwarz zum Preis von 18 987 Franc und 20 Cents auf Raten, und die Familie zog aus der Brückengasse dorthin um. Die Grundsteuer betrug anfangs 7 Reichstaler, 21 Groschen und 3 Pfennige.
Das frühere Familien-Eigentum von Karl Marx’ Eltern liegt am Anfang der städtischen Flaniermeile, die direkt zum Hauptmarkt führt.
In diesem Haus wurden Sophia, Karl, Hermann, Henriette, Louise, Emilie und Caroline am 26. August 1824 getauft. Sein Bruder Eduard Marx verstarb hier am 14. Dezember 1837. Karl Marx wohnte bis zu seinem Abitur im Herbst 1835 in diesem Haus.
Nachweislich ist der Weg vom Haus in der Simeonstraße bis heute unverändert, so dass schon der junge Karl Marx auf seinem täglichen Schulweg zum Gymnasium die gleiche Geschäftsstraße entlang gegangen ist.
Jedoch wurde der spätere Theoretiker des Kommunismus bis zu seinem 12. Lebensjahr  zu Hause unterrichtet. Auch in späteren Jahren führte sein Lebensweg den Theoretiker des Sozialismus des Öfteren zurück in seine Heimat. Vor allem 1841 und 1842 wurde das Haus wieder zum Lebensmittelpunkt von Marx. Nach seiner erfolgreichen Promotion zum Doktor der Philosophie reiste er 1841 von Berlin zurück nach Trier. Er wohnte für mehrere Monate in seinem Elternhaus, besuchte täglich seine Verlobte Jenny von Westphalen und ging hier weiteren Studien nach.
Auch 1842, als Marx bereits zu den prägenden Mitarbeitern der oppositionellen Rheinischen Zeitung in Bonn zählte, führte ihn sein Lebensweg erneut mehrere Male in dieses Haus, um familieninterne Angelegenheiten zu regeln. Während seiner Aufenthalte wurde das Haus in der Simeonstraße wieder zu seiner zweiten Heimat. Von hier aus schrieb er kritische Artikel.
Am 23. Juni 1841, als Karl Marx den Entwurf eines Erbteilungsvertrages unterschrieb, war das Haus 4000 Taler wert. Das letzte Mal wird Henriette Marx im Trierer Adressbuch Ende 1850 unter dieser Adresse erwähnt. Ihre nächste Adresse Ende 1852 ist „Simeonstraße 9“, Ende 1855 „Weberbachstraße III.17“ und Ende 1857 „Fleischstraße 39“, so dass der Verkauf des Hauses zwischen 1851 und 1852 angenommen werden kann.

## Lage des Hauses
Im historischen Herzen der Trierer Altstadt befinden sich in direkter Nachbarschaft der Simeonstraße 8 heute Einkaufsmöglichkeiten, Cafés und Restaurants. Auch die Bronze-Statue von Karl Marx liegt nur wenige Meter vom Haus entfernt. Die monumentale Statue wurde von Bildhauer Wu Weishan gefertigt als Geschenk der Volksrepublik China an die Stadt Trier im Jahr 2018 anlässlich des 200. Geburtstags des berühmten Sohns der Stadt.